# Magraner
El magraner (Punica granatum) és un arbre conreat pel seu fruit, la magrana. Procedent de la zona entre l'actual Iran i l'Índia, el magraner és freqüent a Catalunya (llevat de les comarques pirinenques) i al País Valencià. Plantat en horts i jardins, està assilvestrat en zones del litoral, sobre marges i zones pedregoses. Pertany a la família de les Lythraceae i al gènere Punica, del qual solament hi ha dues espècies: Punica protopunica de l'illa de Socotra i Punica granatum de la Mediterrània i sud-oest d'Àsia.

## Etimologia
Punica, nom antic de la regió on es trobava Cartago, i granatum, granat, que té grans. El mot magrana també ve del llatí malum granatum, poma granada, que té grans, i magraner és un derivat de magrana amb el sufix -er. Punica, el nom del gènere, establert per Linné, prové del fet que aquests arbres eren originaris d'aquesta regió africana.

## Morfologia

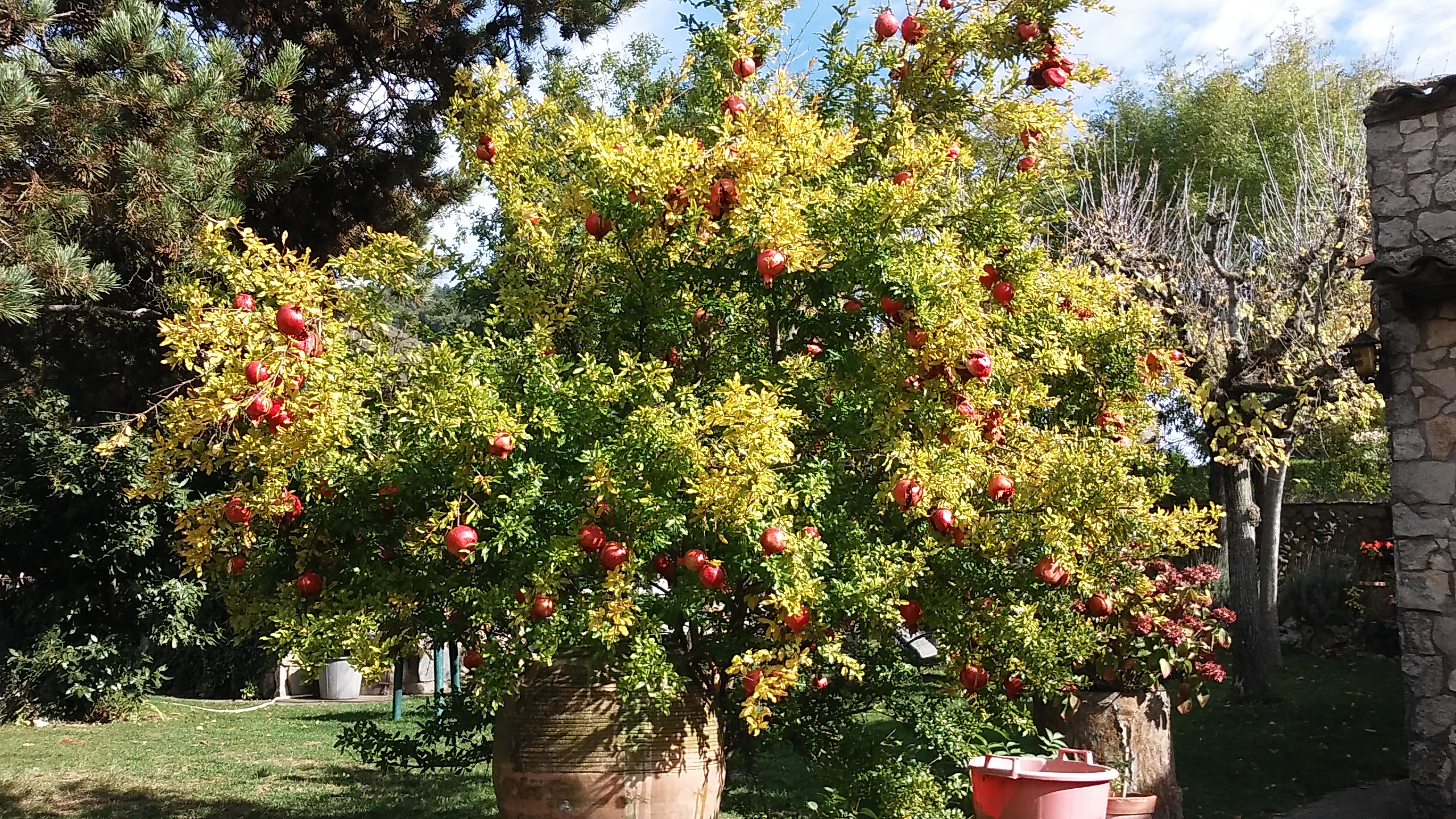
Magraner a la tardor al poble de Tavertet

És un arbre caducifoli, dens, que arriba fins als 5 metres d'alçària, de capçada irregular o bé un arbust. De fulles simples, oposades, peciolades, oblongues, enteres, lluents, glabres i caduques, amb espines. Les flors, dites balàusties o badocs, apareixen de maig a agost, són flors solitàries, aïllades, de 3 a 4 cm, vermelles, grosses i vistoses. Calze en forma d'urna carnosa, obert a manera d'estrella de 5 a 7 puntes. Entre cada dos dels seus lòbuls neix un pètal vermell, de forma arrodonida i molt prim. Els pètals constitueixen la corol·la vermella. Androceu amb nombrosos estams amb els filaments vermells i les anteres grogues. El gineceu presenta un ovari ínfer que en madurar dona lloc a la magrana, de 5 a 9 cm, fruit comestible, singular dins el regne vegetal, la magrana és del tipus en balàustia, és un fruit gros, globós i indehiscent que quan és madur es clivella i s'obre de manera irregular. El fruit té una coberta coriàcia que va des de colors grocs a vermells. Aquest embolcall està format pel pericarpi i les parets del receptacle i té moltes llavors, cadascuna envoltada d'una polpa molt sucosa, translúcida, vermella o rosada. És un fruit sec que conté llavors carnoses.

## El fruit: la magrana

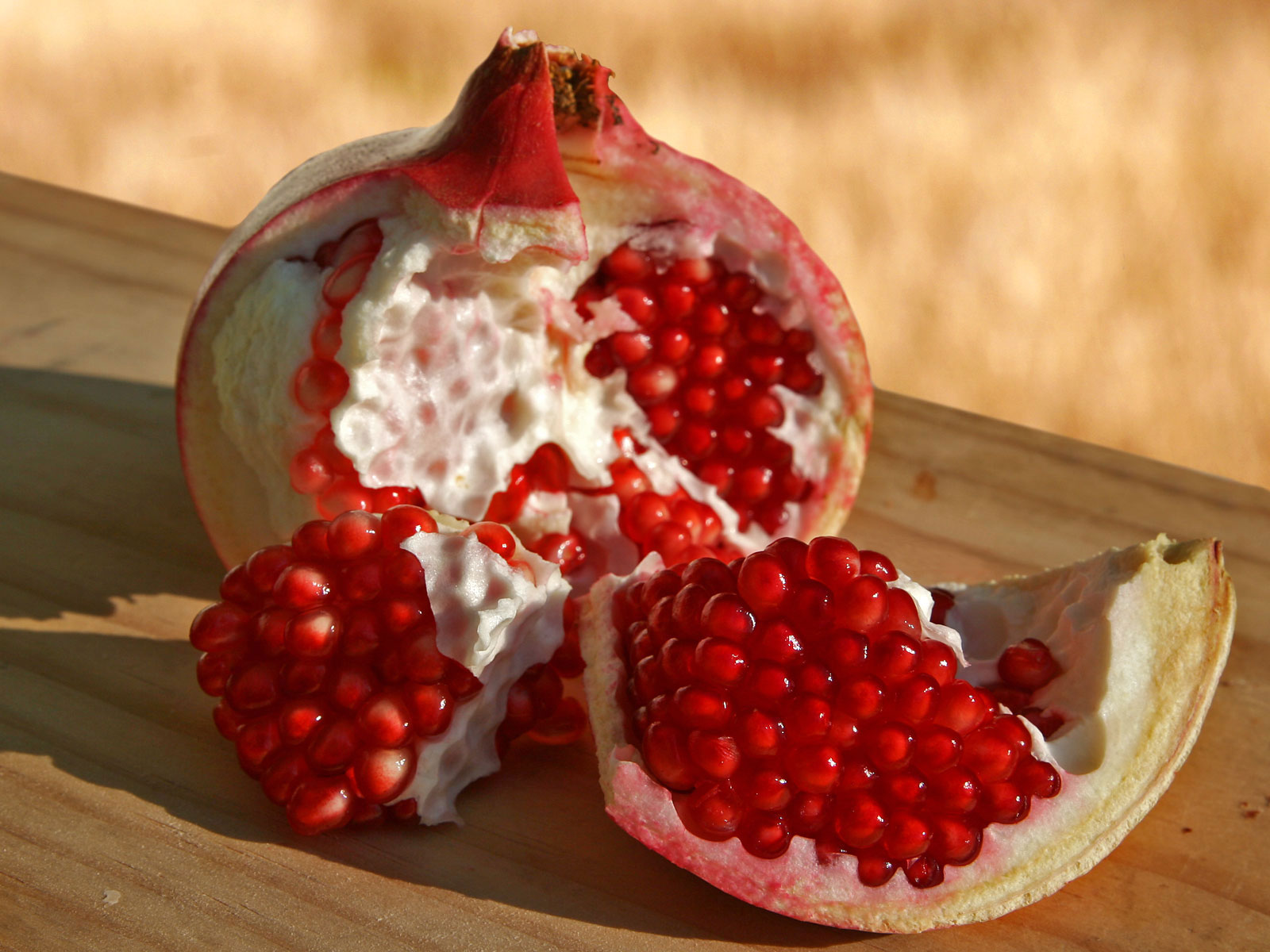
Magrana oberta

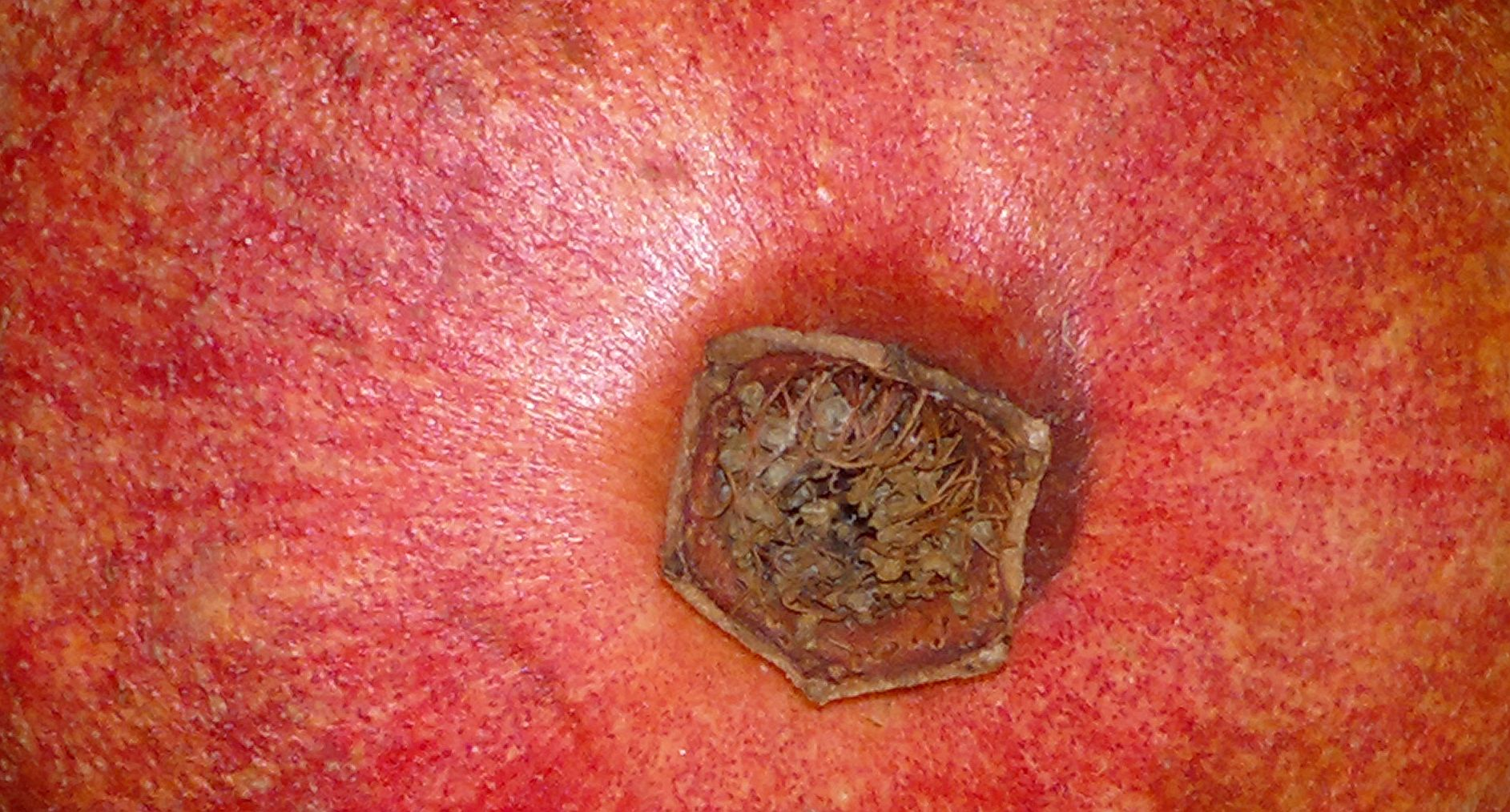
Detall del calze d'una magrana

Fruit de 7 a 12 cm de diàmetre de forma arrodonida i hexagonal, amb una gruixuda coberta i moltes llavors. La part comestible són les llavors i l'embolcall que les envolta. Maduren a la tardor, de setembre a novembre a l'hemisferi nord, sovint el contrast entre la sequera de l'estiu i les fortes pluges de la tardor esquerda el fruit de les magranes i diversos fongs les fan malbé. Collides es poden assolellar dos dies per facilitar la conservació. Als Països Catalans es sol collir després del 4 d'octubre:
| « | Per Sant Francesc, la magrana dolça és. | » |

### Manipulació
L'elaboració de diverses receptes suposa la separació dels grans de magrana del fruit pròpiament dit. Hi ha una tècnica que facilita aquest procediment. Es tracta de tallar la magrana pel mig segons un pla equatorial. Les dues meitats deixen oberts els compartiments determinats per les membranes internes i permeten colpejar la pell exterior i fer caure els grans amb certa facilitat. Hi ha altres tècniques menys senzilles que exigeixen talls precisos.
El suc de l'escorça i les membranes internes deixa les mans negres si no es renten ràpidament i poden tacar draps o davantals.

## Conreu
És un dels conreus fruiters més antics, poden haver estat domesticats ja al mil·lenni V aC, ja que van ser un dels primers arbres fruiters que es van domesticar a la regió mediterrània oriental. És una planta exigent en calor a l'estiu, en canvi a l'hivern, sense fulles, pot resistir fins als 11º sota zero. També és molt resistent a la sequera, però necessita regadiu, suporta un cert grau de salinitat, per donar bones produccions. S'adapta a tota mena de terres. Les feines de conreu, llaurar, desherbatge, esporga, aclarida de fruits, collita, són les normals en fructicultura. Per l'alta necessitat de calor n'és molt habitual el cultiu a Elx i en general a la zona sud del País Valencià.

## Varietats
Es coneixen més de 500 cultivars amb nom, però el mateix genotip s'anomena de manera diferent a les regions del món. Al País Valencià, les varietats més famoses són dolces: n'és la més valorada la «mollar d'Elx». També són preades la «mollar de València» i la «tendral de Xàtiva».

## Usos

### Farmacologia

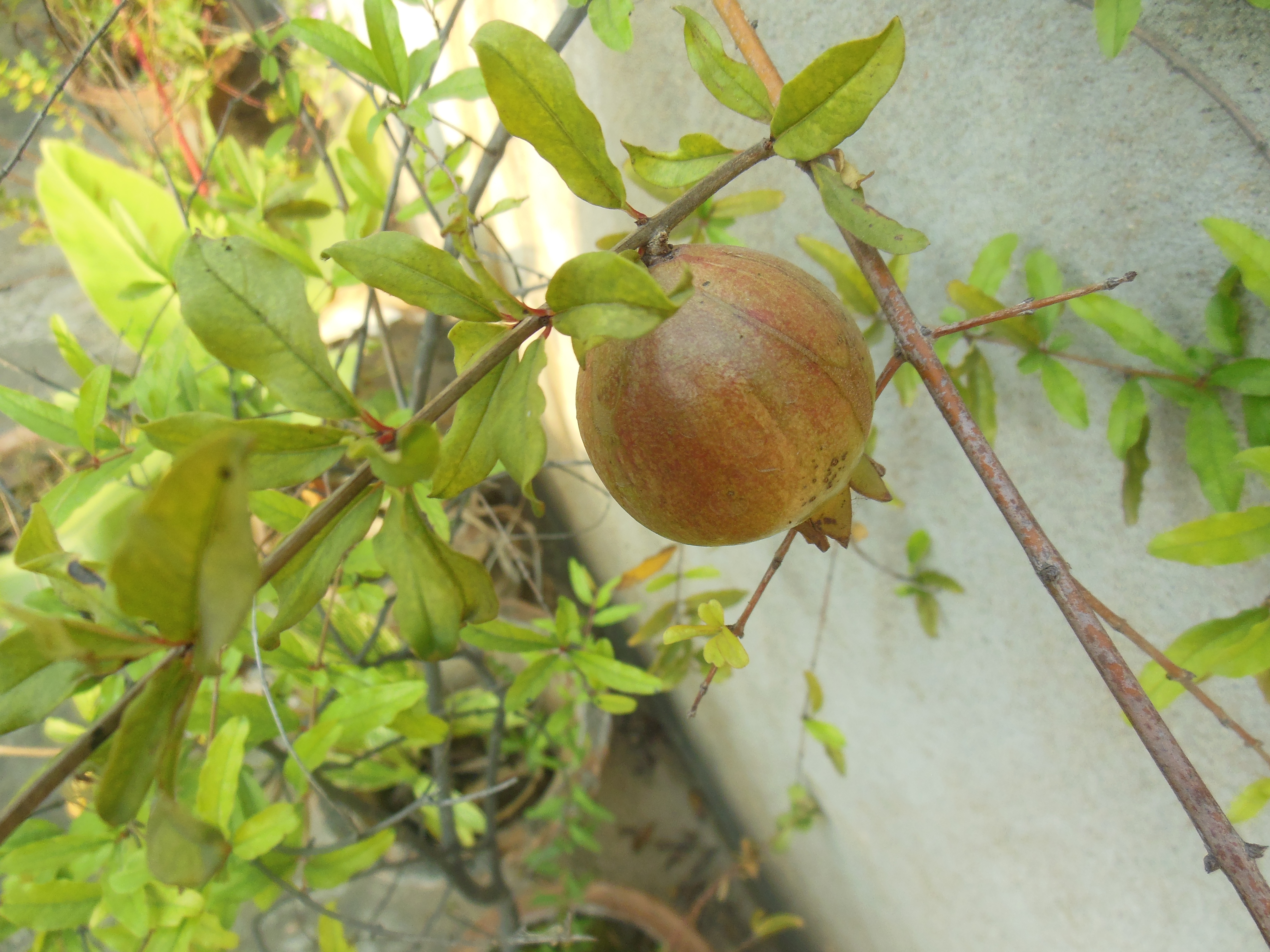
Magraner

L'escorça de l'arrel i ocasionalment del tronc contenen alcaloides derivats de la piperidina, sobretot les peletierines i derivats de la tropinona, sobretot pseudopeleiterina. Contenen sals minerals i abundants tanins (com l'el·lagitanina). L'escorça dels fruits conté abundants tanins.
S'ha fet servir com a vermífug, tot i que de vegades causa intolerància. S'utilitza també com a antidiarreic, antihemorràgic. Tradicionalment s'utilitzava per a abaixar la febre en processos gripals i contra les angines inflamatòries. Té acció antihelmíntica i és especialment eficaç per a combatre les tènies. Segons la dosi, provoca paràlisi o la mort de la tènia. També té acció astringent, antidiarreica i antihemorràgica.
L'escorça de l'arrel i del tronc presenta toxicitat per la presència d'alcaloides. Pot causar nàusees, vòmits, vertigen i problemes en la visió. S'ha d'evitar en casos de gastritis, úlcera gastroduodenal, durant l'embaràs i la lactància.

### Gastronomia

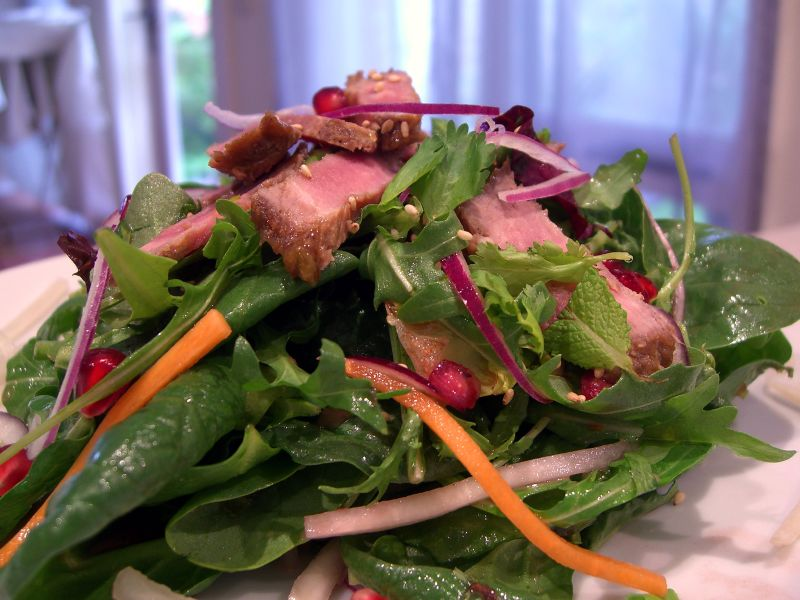
Amanida verda amb rosbif, grans de magrana i suc de llimona

És una de les fruites dolces típiques de la tardor. La magrana s'empra sovint en la preparació de postres; és molt vistosa: proporciona un toc elegant a l'amanida de fruites. Combina també perfectament amb gelats, iogurts i formatges. N'és un exemple la copa de magrana amb tarongina i gelat de iogurt i magrana amb vi dolç. Amb els grans de magrana també es poden preparar confitures i melmelades.
Tot i perdre popularitat a la fi del segle xx, ha tornat com a ingredient de cuina creativa. Així es pot preparar en amanida, afegint els grans de magrana a amanides verdes o amanides a base de patata, mongeta blanca o cigrons. Combina bé amb fruita seca, com els pinyons, les pipes de gira-sol i el tofu. Pot donar un toc de color i sabor com a guarnició de carns i peixos.
Al Pròxim Orient (Síria, Líban) els grans de magrana s'utilitzen tradicionalment per a farcir aus i també per a elaborar el mahumara, una salsa elaborada que té com a ingredients principals pebrots rojos i nous, o el fesenjan, a base de fruita seca (ametlles, panses) fregida, ceba i carn de pollastre. A Túrquia i Afghanistan se'n fa nar ekşisi, una salsa o condiment.
A l'Índia els grans de la magrana serveixen per a preparar chutneys, o es dessequen per utilitzar-los com a condiment en certs curris.
El suc de la magrana és la granadina, molt popular a l'Àfrica del Nord i als països de l'Orient Mitjà. La granadina també es fa servir com a ingredient d'alguns còctels.

### Ús paisagistic

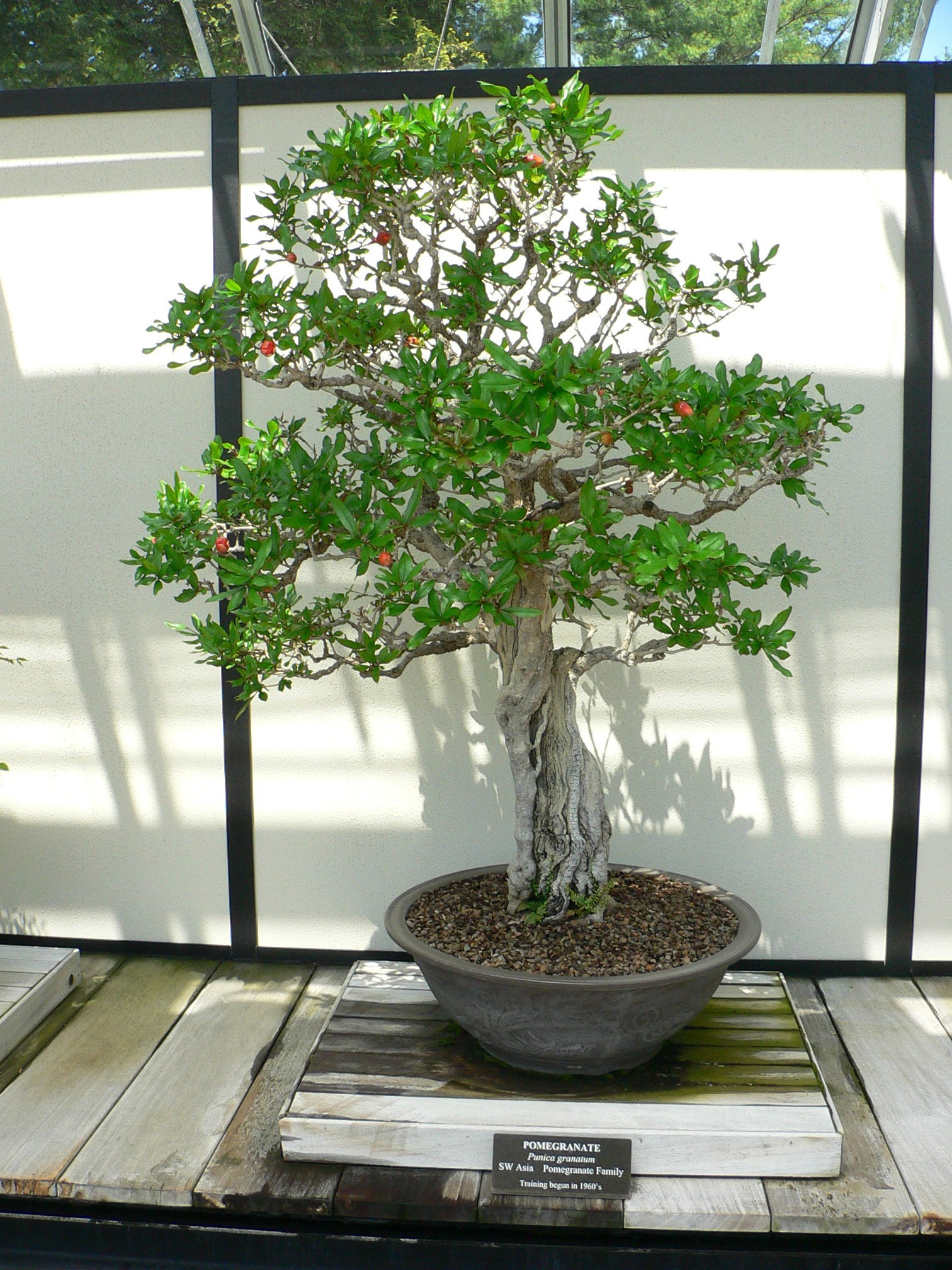
Bonsai de magraner

El magraner també es fa servir en jardineria, com a arbust natural o en forma de bonsai. En jardineria el magraner es pot obtenir d'empelt o a partir de plançons basals. Alguns fructifiquen, encara que només es coneix els que donen magranes agres, altres són estèrils.

### Fusta
La fusta de magraner és dura. Emprada per a fabricació de petits objectes.

## Simbolisme de la magrana
- Els jueus creuen que és un símbol de veritat, ja que afirmen que té 613 llavors, el mateix nombre de manaments de la Torah. Per això apareix en decoracions religioses cristianes (que van heretar aquesta connotació) i es menja en nombroses celebracions gregues.[23]
- Persèfone menja una magrana i això li impedeix escapar de l'Hades per sempre.
- És un dels símbols de la dea Hera.[24]
- A Armènia, Java i la Xina representa la fertilitat.[25][26][27]
- Simbolitza el poder, ja que, oberta, té forma de corona. Per això els egipcis eren enterrats amb magranes i figuren en les representacions hebrees dels seus reis.[28]